# オタテヤブコマドリ
オタテヤブコマドリ（オタテヤブコマ、尾立藪駒鳥、学名: Cercotrichas galactotes）は、スズメ目ヒタキ科の中型の鳥類の1種である。
英名は Rufous-tailed Scrub-Robin のほか一般名として Rufous Scrub Robin、Rufous Bush Robin、Rufous Bush Chat、Rufous Warbler とも称される。
全長約15センチメートルで、ヨーロッパコマドリよりやや大きい。上面は褐色で、下面は白みを帯び、過眼線の上に明瞭な白みのある眉斑をもつ。長い赤褐色の尾を頻繁に振り、その尾羽の先端には黒と白の斑が見られる。雌雄同色で、幼鳥は成鳥に似るがより淡色である。西の基亜種は、南東ヨーロッパやアジアの亜種より淡色で、背は明るい褐色である。
オタテヤブコマドリはおよそ地中海から東はパキスタンにかけて繁殖する。また、サハラ南部のサヘルから東のソマリアにかけても繁殖し、アフリカに分布する亜種は、ときに別種アフリカヤブコマドリ (C. minor、英: African Scrub-robin）ともされる。一部はアフリカ（ケニア、南スーダン、エチオピア、ソマリア）からインドにかけて渡りをする。北ヨーロッパでは非常にまれである。
本種は茂みや低木のある乾燥した開けた土地に生息する。地上約2メートルに営巣し、通常一腹3-5個の卵を生む。主に地面で昆虫を捕らえて食べる。さえずり（英: song）はツグミに似て、明瞭で愁いのある音調をもつ。

## 分布
アゼルバイジャン、アフガニスタン、アラブ首長国連邦、アルジェリア、アルバニア、アルメニア、イエメン、イスラエル、イタリア、イラク、イラン、インド、ウズベキスタン、エジプト、エチオピア、エリトリア、オマーン、カザフスタン、カタール、カメルーン、キプロス、ギリシア、クウェート、ケニア、サウジアラビア、ジブチ、ジョージア、シリア、スーダン、スペイン、セネガル、セルビア、ソマリア、タジキスタン、チャド、中央アフリカ共和国、チュニジア、トルクメニスタン、トルコ、ナイジェリア、ニジェール、バーレーン、パキスタン、ブルガリア、ブルキナファソ、ボスニア・ヘルツェゴビナ、ポルトガル、マケドニア、マリ共和国、マルタ、南スーダン、モーリタニア、モロッコ、西サハラ、モンテネグロ、ヨルダン、リビア、レバノン
一部は渡りを行なう。その繁殖域は、ポルトガルやスペイン南部、バルカン半島から中東のイラク、カザフスタン、パキスタンにおよぶ。北アフリカや東方のインドにかけて繁殖し、アフリカでは、モロッコからエジプト、それにサハラ以南とともにはるか東のソマリアまで繁殖する。イギリス、北ヨーロッパでは極めてまれな迷鳥である。生息場所は低地ないし山麓の深い茂みのある乾燥低木地の開けた土地で、公園、葡萄園、広い庭園にも多く生息する。

## 形態

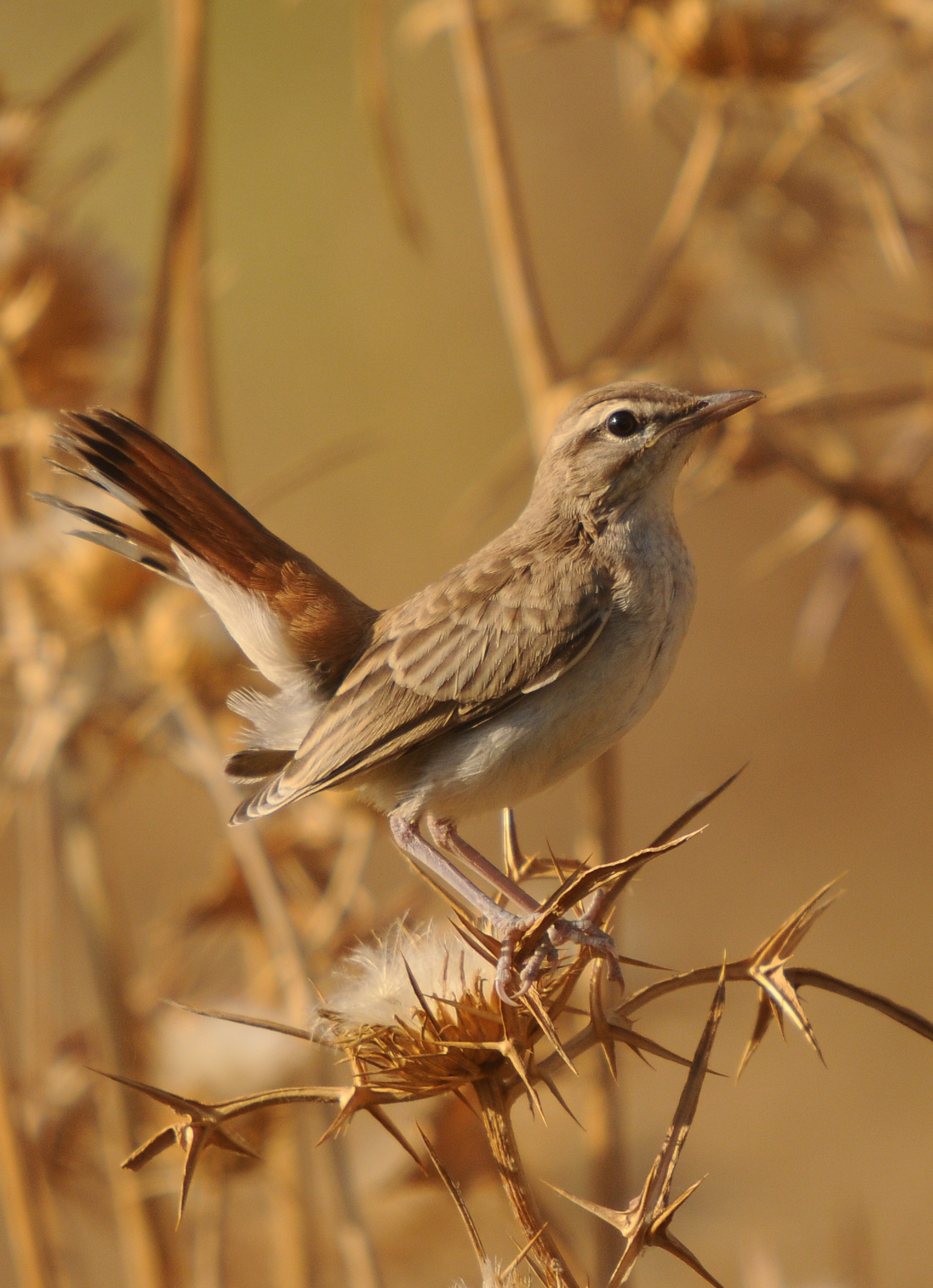

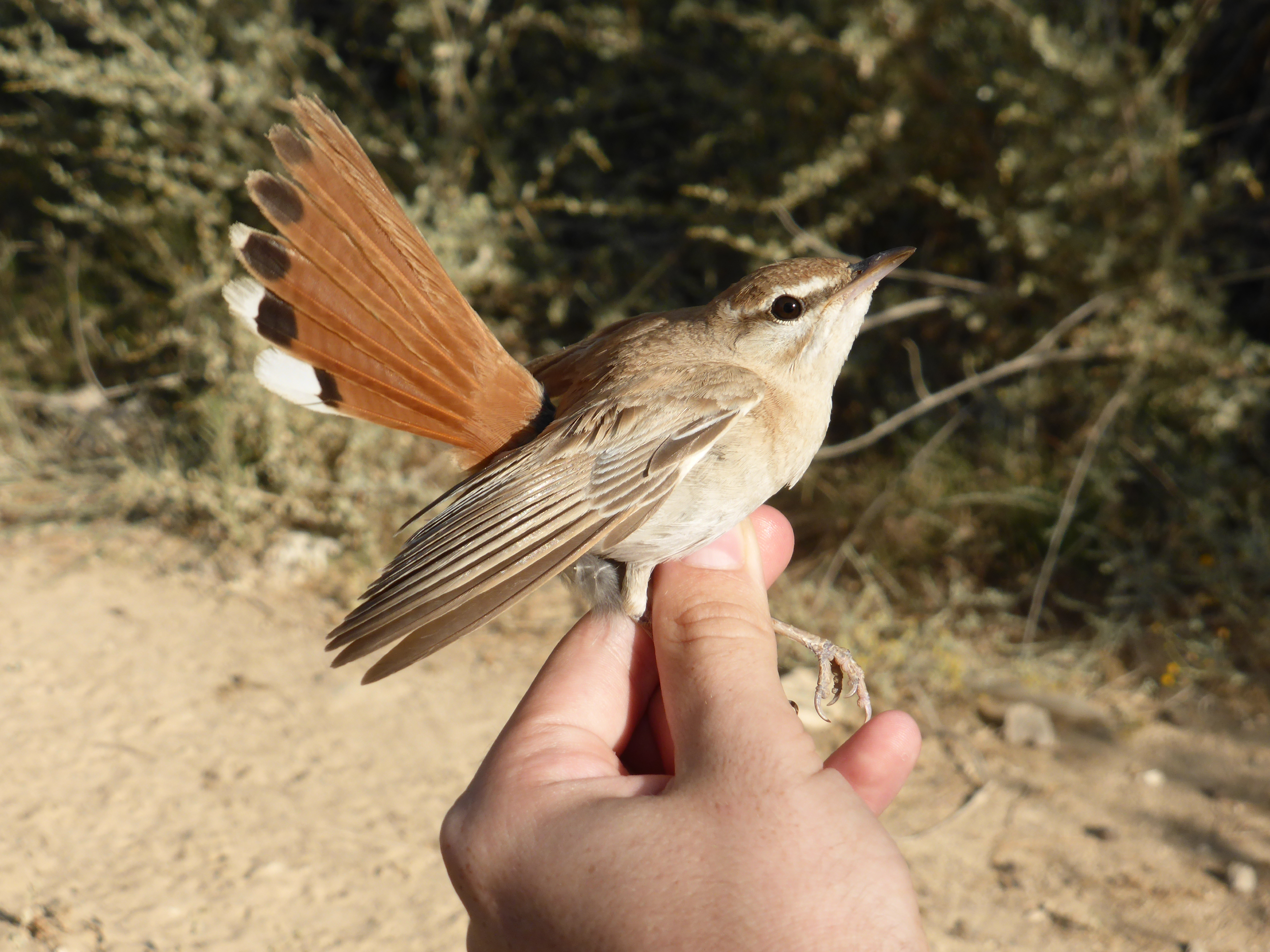

全長15センチメートル (15-17cm) で、比較的長い脚と大きな円尾をもつ。雌雄の羽衣（うい、英: plumage）は同色であり、上面は濃褐色で、腰と上尾筒はより赤褐色みを帯びる。鼻孔から眼の後ろにかけて湾曲する明瞭な黄白色の眉斑と暗褐色の過眼線がある。下眼部は白みがあり耳羽は淡褐色。眼やくちばしはともに褐色であるが、くちばしの下嘴は灰色みを帯びる。下面は淡黄白色で、腮（顎）から中腹、下尾筒にかけては他の部分よりも淡色である。翼の羽毛は暗褐色で、前縁に淡黄色、後縁に淡褐色の羽縁があり、次列風切の端は白色となる。尾の中央の一対の羽毛（中央尾羽）は明るい赤褐色に細い暗色斑があり、残りの尾羽も同様の色で先端の白斑に接して広い黒帯がある。脚や趾は淡褐色。幼鳥は見かけ上は同じであるが一般に淡灰褐色である。羽毛は秋に換羽し、その前には尾羽の白斑の大きさが減少もしくは擦れてなくなることもある。

## 分類
属名Cercotrichasは古代ギリシャ語で「尾」を意味するkerkosと、「ツグミ類」を意味するtrikhasに由来する。種小名galactotesは古代ギリシャ語で「乳」を意味するgala・galaktosと、-otos「-に似た」から「乳（色）に似た」の意。
以下の分類はIOC World Bird List(v 7.3)に従う。一方でClements Checklists ver. 2016では亜種C. g. minorと亜種C. g. hamertoniを、独立種C. minorとして扱っている。
Cercotrichas galactotes galactotes (Temminck, 1820)
イベリア半島から北アフリカ・イスラエル・シリア南西部にかけて。イベリア半島、北アフリカ（サハラまで）および中東の南部（イスラエル）にかけて生息する。
上面は赤褐色みをおびた砂色（灰黄色）。背は明るい褐色。
Cercotrichas galactotes familiaris (Menetries, 1832)
トルコ南東部、アラビア半島北部からアフガニスタン・カザフスタン・パキスタン西部にかけての地域で繁殖し、アフリカ大陸北東部へ渡る。南コーカサス東部からイラク、イラン、パキスタン、アラビア半島南部およびケニアにかけて生息する。
上面は灰色みを帯び、下面は白い。
Cercotrichas galactotes hamertoni (Ogilvie-Grant, 1906)
ソマリア東部。
C. g. hamertoni - hamertoni も別種でなく minor と同様にオタテヤブコマドリの亜種に置かれることがある。
Cercotrichas galactotes minor (Cabanis, 1850)
セネガル・ガンビアからソマリア北部にかけて。
基亜種に類似するが、小型で尾はやや長い。
アフリカヤブコマドリ (C. minor、英: African Scrub-robin）として別種に扱われることもあり、2亜種に分類される。
C. m. minor - サヘル（セネガンビアからスーダン、エリトリア、エチオピア、ソマリア北部）。
Cercotrichas galactotes syriaca (Hemprich & Ehrenberg, 1833)
バルカン半島からトルコ南部および西部・シリア西部・レバノンにかけての地域で繁殖し、アフリカ大陸北東部および東部へ渡る。
上面は赤褐色みをおびない灰色。背は灰褐色。

## 生態

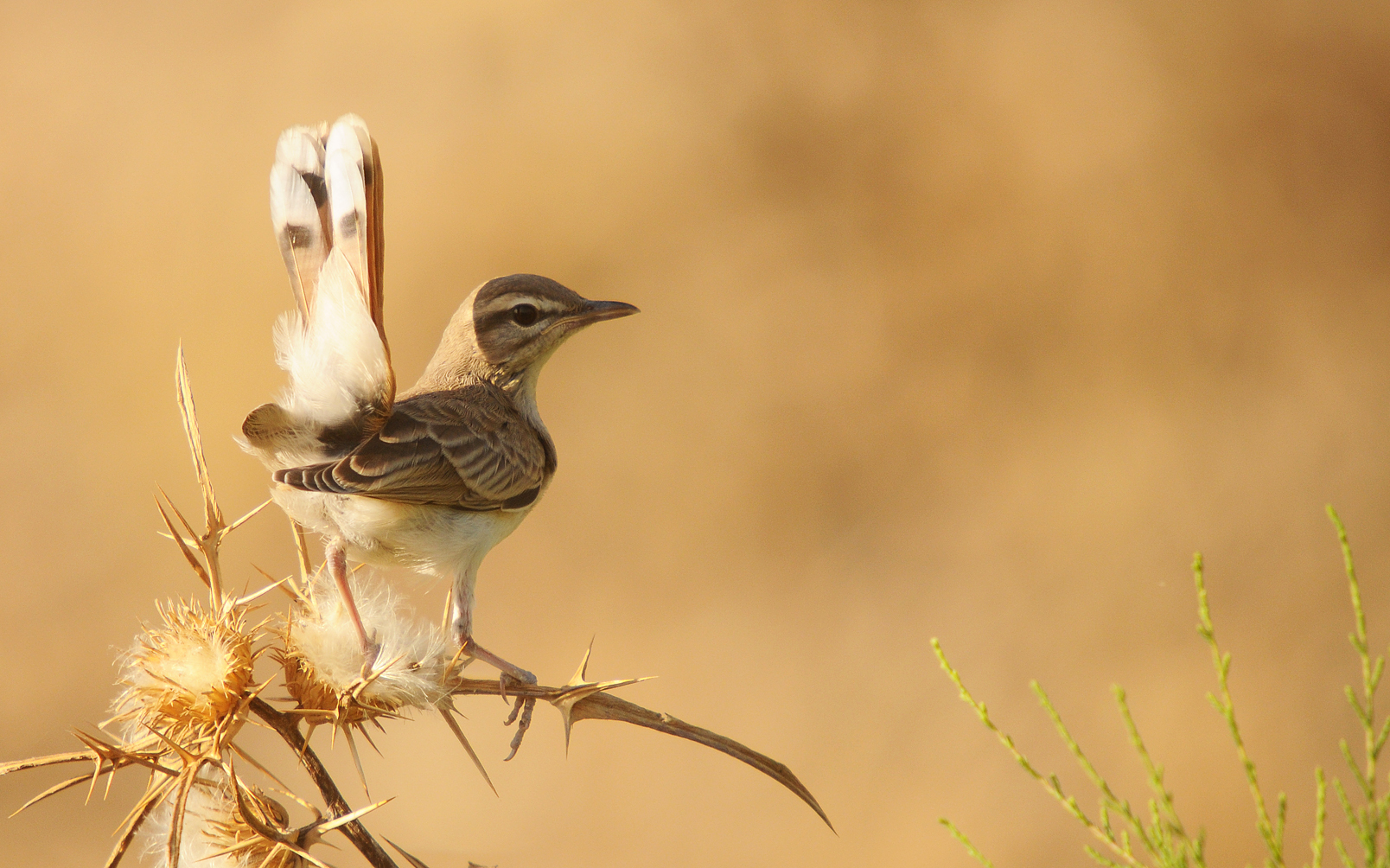
よく尾羽を上向きに立てる

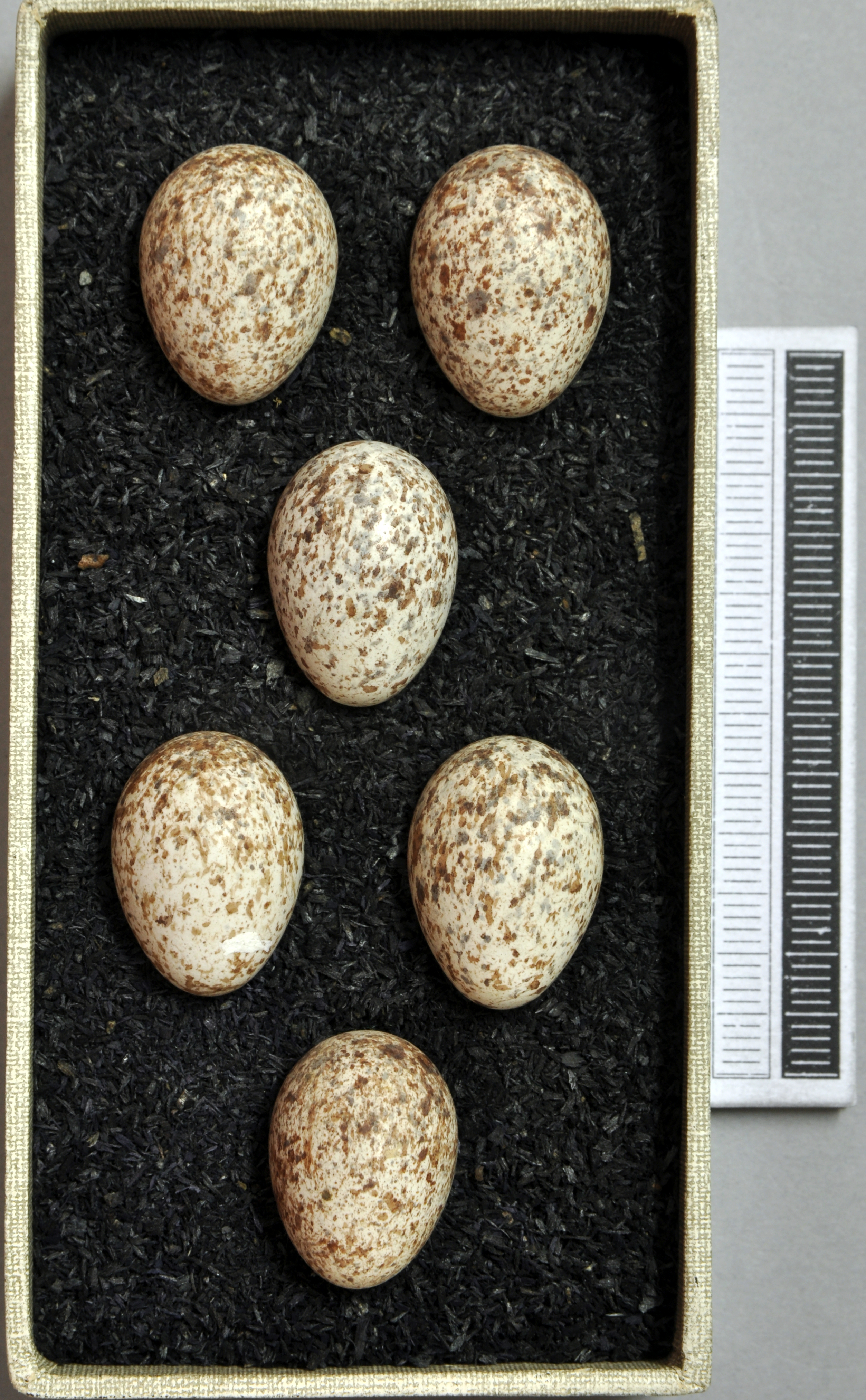
卵殻標本（ヴィースバーデン博物館所蔵）

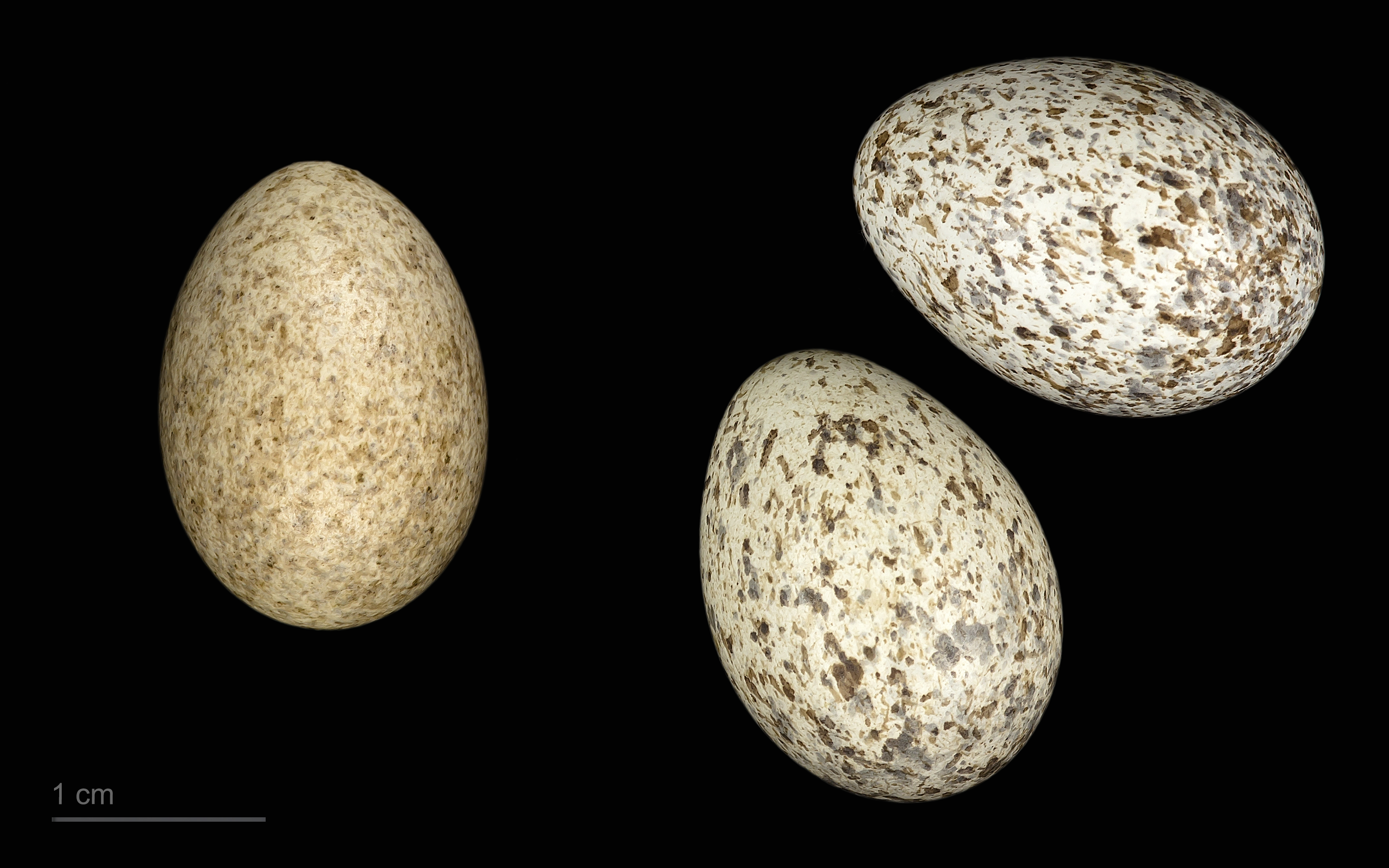
Cuculus canorus canorus + Cercotrichas galactotes

密集した藪で飛び回ったりするが、樹上や茂みの頂部、柱上といった開けた場所でも見られる。また、よく地面をぐるぐる歩き回り、尾を立てて上下に揺らしているのが見られる。とまっているときも同じように尾を誇示し、ときに飛び立つ少し前に翼を下げる。主に地上にいる甲虫類やバッタなどの昆虫や、チョウやガの幼虫、ミミズなどを採餌するため散り落ちた葉をひっくり返して餌を探す。
さえずりは多少ツグミに似るが、多くは一連の音調にまとまりがなく、ときに明瞭でうるさいがほかの日時には柔らかであったりする。木の枝先付近や棒ないし電線上の高い位置よりさえずり、その鳴く声は物悲しい音調をもつと表現される。雄のオタテヤブコマドリは、翼を掲げての急降下を含む特異なディスプレイ・フライト（誇示飛翔）を行ない、ディスプレイの飛翔中にもよくさえずる。

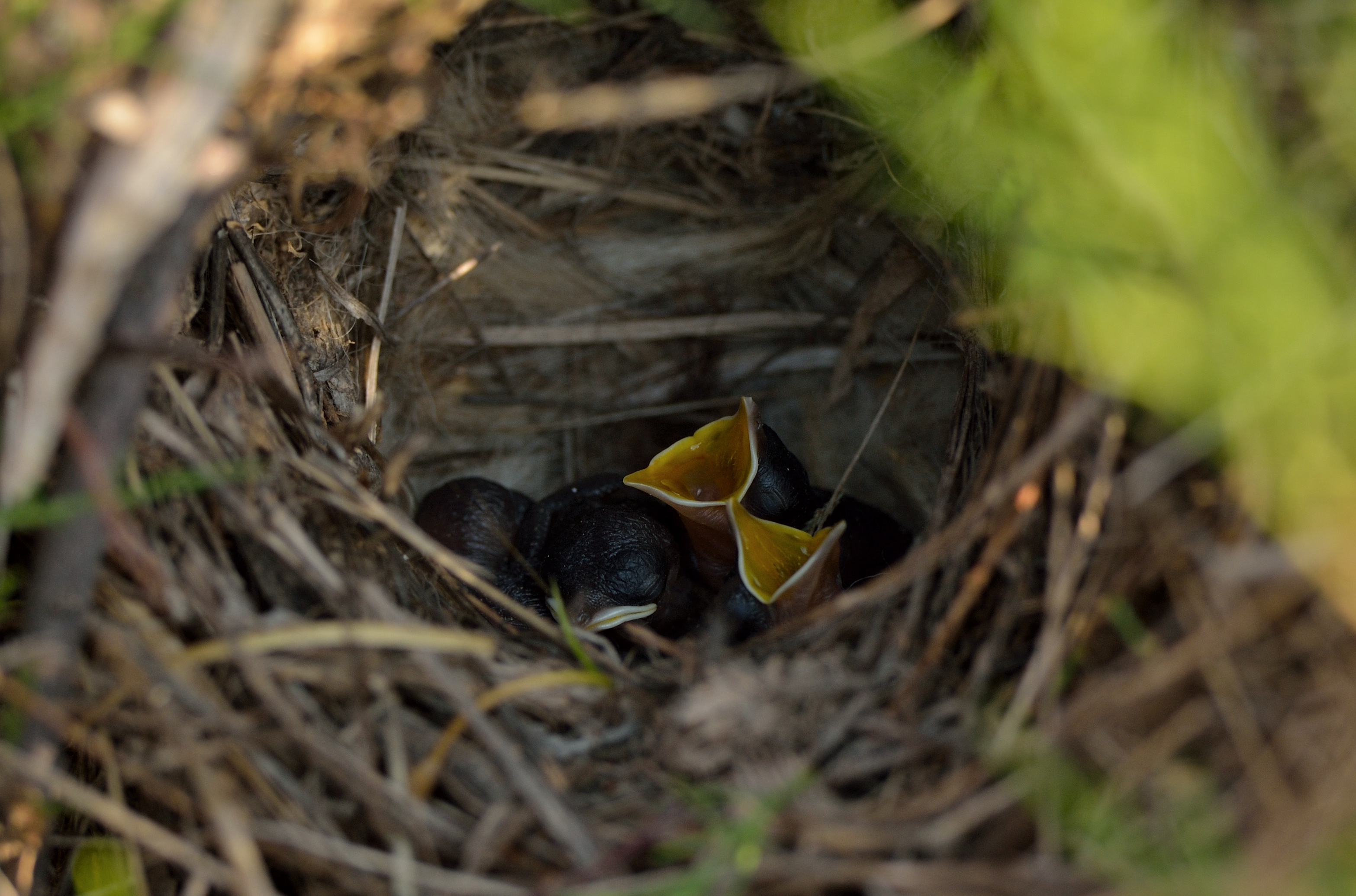
巣内の雛

巣は地面からおよそ2メートルの茂み、オプンティアの垣根、木の切り株、あるいはほかの隠れた場所に作られる。巣は通常、上手に隠されており、草、茎、根およびほかの繊維質で簡単に作られている。内側はきちんとした椀形で、細かい根、毛、それにしばしばヘビの皮が巣材に使われる。一腹3-5個の卵を生む。卵は平均約22 by 16ミリメートル (0.87 in × 0.63 in) で、淡緑色または灰白色の地色に灰褐色の斑点が散在している。
ときにズアカモズ (Lanius senator) と共同して生息し、おそらくは隣接する木に営巣する。ズアカモズが木の頂上付近にとまり、ハイタカ類やノスリ類のほか空からの捕食者を絶えず警戒している間、オタテヤブコマドリは茂みや下方の枝にとまり、ヘビ、ネコ、イタチ、キツネ、ジェネット類やホウセキカナヘビなどの捕食者に注意を払っている。どちらの鳥も、それら外敵に向かって飛ぶことで注意を引きつけ、そうして藪を抜けて営巣場所から離れて飛び回り、捕食者が離れるよう仕向けることに長けている。他種の鳥の警告を発する声を認識して適切な行動をとることができる。

## 人間との関係
農地開発や都市開発による影響が懸念され減少傾向にあるとみなされることもあるが、分布が非常に広域で絶滅のおそれは低い（IUCNのVulnerableのしきい値となる10年または3世代で30 %以上減少する範囲には到達していない）と考えられている。
ヨーロッパ繁殖個体群は230,000 - 623,000ペア（460,000 - 1,250,000羽相当）と推定されている。ヨーロッパの分布域は全分布域の約10 %に相当するため全生息数は約4,600,000 - 12,500,000羽と推定されている。
広範な分布域はおよそ430万平方キロメートル（136万平方マイル）とされ、個体数はヨーロッパで推定9万6000羽から28万8000羽といった大規模な個体群をもつ。ヨーロッパの分布域は全体の4分の1から半分の間にあるとして、全個体数は19万6000羽から115万羽におよぶとも考えられる。個体群の規模は安定しているようである。